# Чудська військова флотилія
Чу́дська військо́ва флоти́лія — озерна військова флотилія Збройних сил СРСР, яка базувалася на Чудському озері і прилеглих водних акваторіях. Брала участь у Громадянській війні та Німецько-радянській війні.

## Історія
Флотилія була вперше сформована для оборони підступів до Петрограду, сприяла частинам 7-ї армії у відбитті наступу військ Юденича і інтервентів в травні — серпні 1919. Мала базу в Раськопеле, потім у Валдає. Розформована в серпні 1919.
Знов сформована 3 липня 1941 (головна база Гдов; потім Васькнарва; потім Мустве — нині Муствее) з дивізіону навчальних кораблів (3 КЛ, 13 КА, 6 озброєних пароплавів і інші судна).
Надавала підтримку частинам 11-го стрілецького корпусу в обороні Гдовської бойової ділянки, вела розвідку. Після залишення Гдова кораблі флотилії відійшли до витоку р. Нарва і 13 серпня 1941 за наказом командування були затоплені. Особовий склад ЧВФ діяв на фронті під Кингисеппом, пізніше прибув до Ленінграда. 27 серпня 1941 ЧВФ була розформована.
У травні 1944 на Чудському озері (база Гдов) була сформована бригада річкових кораблів ЧБФ під командуванням капітана 2 рангу А. Ф. Аржавкина, яка вела бойові дії спільно з військами Ленінградського фронту в наступальних операціях 18 серпня — 14 листопада 1944. До складу бригади входило 12 бронекатерів, 6 катери-тральщиків, 31 судно і плавзасіб.

## Командування
- Командувачі:
  - В. П. Самовіч (квітень — травень 1918, вріо; жовтень 1918 — січень 1919, врід);
  - Д. Д. Нелідов (червень — жовтень 1918);
  - А. Н. Афанасьев (січень — травень 1919);
  - Н. А. Іокиш (травень — липень 1919);
  - капітан 1-го рангу Н. Ю. Авраамов (3 липня — 27 серпня 1941).
- Військовий комісар:
  - полковий комісар В. П. Моїсєєв (липень-серпень 1941 року).
- Начальник штабу:
  - капітан 3 рангу А. М. Козлов (3 липня — 27 серпня 1941).